# Československá hokejová liga 1987/1988
45. ročník 1987/88 se hrál pod názvem I. liga.

## Herní systém
12 účastníků hrálo v jedné skupině nejprve dvoukolově systémem každý s každým. Poté následovala tzv. nadstavbová část, kdy se mužstva umístěná po 22. kole na sudých místech utkala s mužstvy umístěnými na lichých místech dvoukolově, odvety se hrály bezprostředně po prvním utkání, a to na hřištích soupeřů. Výsledky z předchozích 22 kol se započítávaly.
Po takto odehraných 34 kolech se hrálo systémem play-off, kdy se utkali soupeři umístění na 1. a 8. místě, na 2. a 7. místě, na 3. a 6. místě a na 4. a 5. místě. Vítězové čtvrtfinále postoupili do semifinále, vítězové semifinále postoupili do finále.
V tomto ročníku se systémem play-off hrálo i o další umístění. Nejprve se utkaly týmy vyřazené v 1. kole play-off, které se po 34. kole umístily nejlépe a nejhůře, a dvě mužstva "prostřední". Vítězové těchto duelů spolu hráli o 5. - 6. místo, poražení o 7. - 8. místo. Mužstva vyřazená v semifinále spolu hrála o 3. - 4. místo.
Všechny série (včetně sérií o umístění) byly hrány na 3 vítězné zápasy.
Týmy umístěné po 34. kole na 9. - 12. místě hrály soutěž o udržení čtyřkolově systémem každý s každým. Výsledky předchozích zápasů se do soutěže nezapočítávaly, ale mužstva před zahájením získávala bodové bonifikace podle umístění po 34. kole (mužstvo na 9. místě dostalo 3 body, mužstvo na 10. místě 2 body a mužstvo na 11. místě 1 bod). Tým umístěný po takto odehraných 12 kolech na posledním místě sestupoval přímo do příslušné národní ligy.
Kvalifikace o I. ligu se hrála systémem play-off na 3 vítězné zápasy, když se spolu utkala vítězná mužstva obou národních lig:
TJ Vítkovice - Plastika Nitra 3:0 na zápasy (jednotlivé zápasy 2:1, 4:2, 6:3). Účast v příštím ročníku si tak vybojovalo mužstvo TJ Vítkovice.

## Pořadí po 34 kolech
| Poř. | Tým                       | Zápasy | Výhry | Remízy | Porážky | Skóre   | Body |
| ---- | ------------------------- | ------ | ----- | ------ | ------- | ------- | ---- |
| 1    | TJ Motor České Budějovice | 34     | 20    | 5      | 9       | 124:85  | 45   |
| 2    | VSŽ Košice                | 34     | 19    | 7      | 8       | 138:106 | 45   |
| 3    | Sparta ČKD Praha          | 34     | 19    | 6      | 9       | 139:102 | 44   |
| 4    | HC Dukla Jihlava          | 34     | 17    | 7      | 10      | 132:113 | 41   |
| 5    | CHZ Litvínov              | 34     | 18    | 3      | 13      | 137:149 | 39   |
| 6    | Tesla Pardubice           | 34     | 15    | 7      | 12      | 131:113 | 37   |
| 7    | HK Dukla Trenčín          | 34     | 14    | 5      | 15      | 128:120 | 33   |
| 8    | Poldi SONP Kladno         | 34     | 11    | 8      | 15      | 125:136 | 30   |
| 9    | Škoda Plzeň               | 34     | 12    | 4      | 18      | 120:141 | 28   |
| 10   | TJ Gottwaldov             | 34     | 9     | 7      | 18      | 116:135 | 25   |
| 11   | Slovan Bratislava CHZJD   | 34     | 7     | 7      | 20      | 87:134  | 21   |
| 12   | Zetor Brno                | 34     | 6     | 8      | 20      | 86:129  | 20   |

## Play-off

### Vyřazovací boje
|  | Čtvrtfinále               | Čtvrtfinále      |                   |   | Semifinále | Semifinále |  |  | Finále | Finále |
|  |                           |                  |                   |   |            |            |  |  |        |        |
|  |                           |                  |                   |   |            |            |  |  |        |        |
|  | TJ Motor České Budějovice | 1                |                   |   |            |            |  |  |        |        |
|  | TJ Motor České Budějovice | 1                |                   |   |            |            |  |  |        |        |
|  | Poldi SONP Kladno         | 3                |                   |   |            |            |  |  |        |        |
|  | Poldi SONP Kladno         | 3                | Poldi SONP Kladno | 1 |            |            |  |  |        |        |
|  |                           |                  | Poldi SONP Kladno | 1 |            |            |  |  |        |        |
|  |                           | VSŽ Košice       | 3                 |   |            |            |  |  |        |        |
|  | VSŽ Košice                | VSŽ Košice       | 3                 | 3 |            |            |  |  |        |        |
|  | VSŽ Košice                |                  |                   | 3 |            |            |  |  |        |        |
|  | HK Dukla Trenčín          | 1                |                   |   |            |            |  |  |        |        |
|  | HK Dukla Trenčín          | 1                | VSŽ Košice        | 3 |            |            |  |  |        |        |
|  |                           |                  | VSŽ Košice        | 3 |            |            |  |  |        |        |
|  |                           | Sparta ČKD Praha | 1                 |   |            |            |  |  |        |        |
|  | Sparta ČKD Praha          | Sparta ČKD Praha | 1                 | 3 |            |            |  |  |        |        |
|  | Sparta ČKD Praha          |                  |                   | 3 |            |            |  |  |        |        |
|  | Tesla Pardubice           | 1                |                   |   |            |            |  |  |        |        |
|  | Tesla Pardubice           | 1                | Sparta ČKD Praha  | 3 |            |            |  |  |        |        |
|  |                           |                  | Sparta ČKD Praha  | 3 |            |            |  |  |        |        |
|  |                           | HC Dukla Jihlava | 2                 |   |            |            |  |  |        |        |
|  | HC Dukla Jihlava          | HC Dukla Jihlava | 2                 | 3 |            |            |  |  |        |        |
|  | HC Dukla Jihlava          |                  |                   | 3 |            |            |  |  |        |        |
|  | CHZ Litvínov              | 0                |                   |   |            |            |  |  |        |        |
|  | CHZ Litvínov              | 0                |                   |   |            |            |  |  |        |        |

### Čtvrtfinále
- TJ Motor České Budějovice - Poldi SONP Kladno 5:6 (0:1,2:2,3:3)
- TJ Motor České Budějovice - Poldi SONP Kladno 8:6 (3:1,3:3,2:2)
- Poldi SONP Kladno - TJ Motor České Budějovice 2:1 (1:0,1:1,0:0)
- Poldi SONP Kladno - TJ Motor České Budějovice 7:2 (4:0,3:1,0:1)
- Postupuje Poldi SONP Kladno 3:1 na zápasy

- VSŽ Košice - HK Dukla Trenčín 4:3 PP (1:1,0:1,2:1,1:0)
- VSŽ Košice - HK Dukla Trenčín 5:2 (1:2,3:0,1:0)
- HK Dukla Trenčín - VSŽ Košice 5:2 (1:1,1:0,3:1)
- HK Dukla Trenčín - VSŽ Košice 2:5 (1:0,1:3,0:2)
- Postupuje VSŽ Košice 3:1 na zápasy

- Sparta ČKD Praha - Tesla Pardubice 3:2 SN (1:0,1:2,0:0,0:0,0:0,0:0)
- Sparta ČKD Praha - Tesla Pardubice 2:5 (1:2,0:1,1:2)
- Tesla Pardubice - Sparta ČKD Praha 2:4 (1:2,0:1,1:1)
- Tesla Pardubice - Sparta ČKD Praha 4:5 (1:1,1:2,2:2)
- Postupuje Sparta ČKD Praha 3:1 na zápasy

- HC Dukla Jihlava - CHZ Litvínov 4:3 PP (0:0,1:1,2:2,1:0)
- HC Dukla Jihlava - CHZ Litvínov 5:3 (3:0,0:2,2:1)
- CHZ Litvínov - HC Dukla Jihlava 4:6 (2:0,1:2,1:4)
- Postupuje HC Dukla Jihlava 3:0 na zápasy

### Semifinále
- VSŽ Košice - Poldi SONP Kladno 8:3 (1:1,4:2,3:0)
- VSŽ Košice - Poldi SONP Kladno 2:3 (1:0,1:0,0:3)
- Poldi SONP Kladno - VSŽ Košice 2:4 (0:0,1:2,1:2)
- Poldi SONP Kladno - VSŽ Košice 3:6 (2:1,1:2,0:3)
- Postupuje VSŽ Košice 3:1 na zápasy

- Sparta ČKD Praha - HC Dukla Jihlava 4:0 (3:0,1:0,0:0)
- Sparta ČKD Praha - HC Dukla Jihlava 1:7 (0:1,0:4,1:2)
- HC Dukla Jihlava - Sparta ČKD Praha 1:2 PP (0:0,1:1,0:0,0:1)
- HC Dukla Jihlava - Sparta ČKD Praha 3:1 (1:0,1:0,1:1)
- Sparta ČKD Praha - HC Dukla Jihlava 5:1 (0:1,3:0,2:0)
- Postupuje Sparta ČKD Praha 3:2 na zápasy

### Finále
- VSŽ Košice - Sparta ČKD Praha 0:2 (0:0,0:0,0:2)
- VSŽ Košice - Sparta ČKD Praha 4:0 (0:0,2:0,2:0)
- Sparta ČKD Praha - VSŽ Košice 3:6 (0:2,2:1,1:3)
- Sparta ČKD Praha - VSŽ Košice 5:6 PP (2:2,1:2,2:1,0:0,0:1)
- Vítěz VSŽ Košice na zápasy 3:1 na zápasy

### O umístění
- Vítěz TJ Motor České Budějovice 3:0 na zápasy
- TJ Motor České Budějovice - HK Dukla Trenčín 5:4 (3:1,0:0,2:3)
- TJ Motor České Budějovice - HK Dukla Trenčín 7:2 (2:1,4:0,1:1)
- HK Dukla Trenčín - TJ Motor České Budějovice 1:7 (0:1,1:2,0:4)

- Vítěz Tesla Pardubice 3:0 na zápasy
- CHZ Litvínov - Tesla Pardubice 0:7 (0:3,0:1,0:3)
- CHZ Litvínov - Tesla Pardubice 2:8 (0:5,0:2,2:1)
- Tesla Pardubice - CHZ Litvínov 9:4 (2:1,4:0,3:3)

- O 7. - 8. místo Vítěz HK Dukla Trenčín 3:0 na zápasy
- CHZ Litvínov - HK Dukla Trenčín 3:6 (0:1,1:3,2:2)
- CHZ Litvínov - HK Dukla Trenčín 5:7 (2:1,2:3,1:3)
- HK Dukla Trenčín - CHZ Litvínov 7:2 (2:0,1:0,4:2)

- O 5. - 6. místo Vítěz TJ Motor České Budějovice 3:0 na zápasy
- TJ Motor České Budějovice - Tesla Pardubice 9:1 (5:0,2:1,2:0)
- TJ Motor České Budějovice - Tesla Pardubice 7:5 (0:3,2:1,5:1)
- Tesla Pardubice - TJ Motor České Budějovice 2:6 (1:0,0:3,1:3)

- O 3. - 4. místo Vítěz HC Dukla Jihlava 3:2 na zápasy
- HC Dukla Jihlava - Poldi SONP Kladno 4:6 (2:4,1:1,1:1)
- HC Dukla Jihlava - Poldi SONP Kladno 7:4 (2:0,3:1,2:3)
- Poldi SONP Kladno - HC Dukla Jihlava 5:7 (1:3,2:3,2:1)
- Poldi SONP Kladno - HC Dukla Jihlava 8:7 (2:2,5:3,1:2)
- HC Dukla Jihlava - Poldi SONP Kladno 13:1 (4:0,2:0,7:1)

## Skupina o udržení
| Poř. | Tým                     | Zápasy | Bonifikace | Skóre | Body |
| ---- | ----------------------- | ------ | ---------- | ----- | ---- |
| 9    | TJ Gottwaldov           | 12     | 2          | 46:39 | 16   |
| 10   | Škoda Plzeň             | 12     | 3          | 40:46 | 15   |
| 11   | Slovan Bratislava CHZJD | 12     | 1          | 45:42 | 13   |
| 12   | Zetor Brno              | 12     | 0          | 36:40 | 10   |

## Nejproduktivnější hráči základní části
| Poř. | Hráč             | Mužstvo                   | Utkání | Branky | Asistence | Body |
| ---- | ---------------- | ------------------------- | ------ | ------ | --------- | ---- |
| 1    | Vladimír Růžička | HK Dukla Trenčín          | 34     | 32     | 21        | 53   |
| 2    | Jiří Lála        | TJ Motor České Budějovice | 28     | 20     | 28        | 48   |
| 3    | Petr Rosol       | CHZ Litvínov              | 33     | 20     | 22        | 42   |
| 4    | Jiří Dudáček     | Poldi SONP Kladno         | 34     | 17     | 24        | 41   |
| 5    | Igor Liba        | VSŽ Košice                | 30     | 14     | 26        | 40   |
| 6    | Vladimír Kameš   | Poldi SONP Kladno         | 33     | 21     | 18        | 39   |
| 7    | Radim Raděvič    | HK Dukla Trenčín          | 34     | 12     | 27        | 39   |
| 8    | Dárius Rusnák    | HC Dukla Jihlava          | 31     | 14     | 23        | 37   |
| 9    | Otakar Janecký   | Tesla Pardubice           | 34     | 14     | 22        | 36   |
| 10   | Milan Nový       | Poldi SONP Kladno         | 34     | 13     | 23        | 36   |

## Nejproduktivnější hráči play-off
| Poř. | Hráč            | Mužstvo                   | Utkání | Branky | Asistence | Body |
| ---- | --------------- | ------------------------- | ------ | ------ | --------- | ---- |
| 1    | Jiří Lála       | TJ Motor České Budějovice | 10     | 10     | 10        | 20   |
| 2    | Vladimír Kameš  | Poldi SONP Kladno         | 13     | 12     | 7         | 19   |
| 3    | Vladimír Caldr  | TJ Motor České Budějovice | 10     | 7      | 12        | 19   |
| 4    | Ján Vodila      | VSŽ Košice                | 12     | 10     | 8         | 18   |
| 5    | Igor Liba       | VSŽ Košice                | 12     | 7      | 11        | 18   |
| 6    | Oldřich Válek   | HC Dukla Jihlava          | 11     | 11     | 6         | 17   |
| 7    | David Volek     | Sparta ČKD Praha          | 12     | 11     | 6         | 17   |
| 8    | Milan Nový      | Poldi SONP Kladno         | 13     | 11     | 6         | 17   |
| 9    | Peter Slanina   | VSŽ Košice                | 12     | 8      | 6         | 14   |
| 10   | Vladimír Svitek | VSŽ Košice                | 12     | 4      | 10        | 14   |

## Zajímavosti
- Nejlepší střelec ročníku:  Vladimír Růžička - 38 gólů
- Vítěz kanadského bodování Jiří Lála / TJ Motor České Budějovice - 68 bodů (30 branek + 38 asistencí)
- Mužstvo CHZ Litvínov jako jediné nevyhrálo v sériích play-off ani jedno utkání.

## Rozhodčí

### Hlavní
- Jiří Adam
- Oldřich Brada
- Anton Danko
- Lubomír Gergely
- Stanislav Gottwald
- Milan Jirka
- Jiří Lípa
- Tomáš Machač
- Peter Peterčák
- František Pěkný
- Karel Říha
- Vladimír Šubrt
- Ivan Šutka
- Jozef Vrábel
- Jozef Zavarský

### Čároví
- Miloš Benek -  Branislav Šulla
- Ivan Beneš -  Miloš Grúň
- Jaromír Brázdil -  Ivan Koval
- Jiří Brunclík -  Ladislav Rouspetr
- Roman Bucala -  Boris Janíček
- Alexandr Fedoročko -  Jan Šimák
- Ondřej Fraňo -  Petr Bolina
- Josef Furmánek -  Miroslav Lipina
- Jozef Kriška -  Vladimír Martinko
- Rudolf Potsch -  Michal Unzeitig
- Mojmír Šatava -  Vítězslav Vala
- Libor Šembera -  Milan Trněný
- Jan Tatíček -  Pavel Šafařík